# Лили, Джон
Об учёном-нейробиологе см. статью: Лилли, Джон
Джон Лили (англ. John Lyly; 1554, Кент — 18 ноября 1606, Лондон) — английский драматург и романист, один из предшественников Шекспира. Принадлежал к группе писателей-энциклопедистов.
Его пьесы «Александр Великий и Кампаспа» (1584) и «Эндимион» (1591) характерны для переходного периода английской драмы, эволюционировавшей от интерлюдий Джона Хейвуда к драмам Уильяма Шекспира и Бена Джонсона. Лили первый ввёл прозаический диалог взамен стихотворного и рифмованного, приблизивший драму к жизни. У него явно наметилась уже тенденция придать драме внутреннее единство путём согласования всех её частей с развитием одного центрального характера. Ему же принадлежит опыт введения в драму параллельного действия, в большинстве случаев комического, в котором второстепенные персонажи состязаются в остроумии. Этот приём был развит впоследствии Шекспиром.
Известен главным образом как автор романа «Эвфуэс» (первая часть — 1579, вторая — 1580). Роман этот пользовался огромной популярностью при дворе Елизаветы и в среде аристократии. Он написан высокопарным штилем, насыщен игрой слов, аллитерацией и иными выразительными средствами языка и литературными приёмами: обилием причудливых сравнений, эпитетов, метафор. Язык «Эвфуэса» (породивший понятие «эвфуизм») долгое время был образцом, которому подражала аристократия, но пуританское содержание романа для неё было неприемлемо. В этом произведении выражен протест против типично-аристократического воспитания молодёжи и особенно против поездок в «развращённую» Италию для завершения образования. Молодёжь в Италии «упражняется в неверии, привыкает к праздной жизни и мотовству». Принципы воспитания, изложенные в «Эвфуэсе» и выраженные задолго до Лили Эшэмом Роджером в его «Школьном учителе», были вполне приемлемы для пуритан и по существу глубоко антиаристократичны. Нападки на развращённость итальянской аристократии были только видом протеста против развращённости английской.